# Jordanita notata
Jordanita notata là một loài bướm đêm thuộc họ Zygaenidae. Nó được tìm thấy ở bán đảo Iberia và Trung Âu, qua phía bắc của vùng Địa Trung Hải (gồm Sicilia và Crete) tới Kavkaz và Nam Kavkaz.
Chiều dài cánh trước là 11–16 mm đối với con đực và 7,5-10,5 mm đối với con cái. Con trưởng thành bay từ cuối tháng 3 in Spain and to đầu tháng 7 in Trung Âu. They feed on mật hoa nhiều loài hoa khác nhau, bao gồm các loài Centaurea, Carduus và Knautia.
Ấu trùng ăn các loài Centaurea jacea, Centaurea scabiosa và Cirsium. Chúng ăn lá nơi chúng làm tổ.